# Chief Mountain, Alberta
Chief Mountain é uma comunidade sem personalidade jurídica no sul de Alberta, no Distrito de Improvement No. 4, na Rodovia 6, 105 km (65 mi) sudoeste de Lethbridge. Ela serve como uma porta de entrada para o estado americano de Montana.